# Richard Bryan

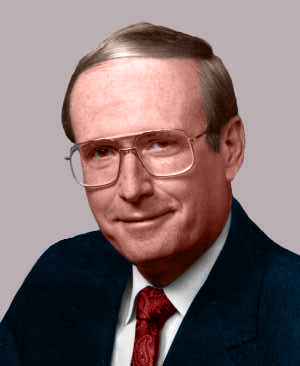
Richard Bryan

Richard Hudson Bryan (* 16. Juli 1937 in Washington, D.C.) ist ein ehemaliger US-amerikanischer Politiker der Demokratischen Partei. Er war sowohl Gouverneur von  Nevada als auch Vertreter dieses Bundesstaates im US-Senat.

## Frühe Jahre und Aufstieg
Bryan machte 1959 seinen Abschluss an der University of Nevada in Reno. Seinen Abschluss in Rechtswissenschaften erreichte er am Hastings College of the Law der University of California in San Francisco. 1963 wurde er bei der Rechtsanwaltskammer des Staates Nevada zugelassen. Im Jahr 1964 wurde er für zwei Jahre stellvertretender Bezirksstaatsanwalt im Clark County. Danach war er bis 1968 öffentlicher Strafverteidiger (Public Defender). Von 1972 bis 1978 war Bryan Mitglied des Senats von Nevada. 1979 wurde er Attorney General von Nevada. Dieses Amt hatte er bis 1983 inne.

## Gouverneur von Nevada und US-Senator
Im Jahr 1982 wurde Bryan als Kandidat seiner Partei zum Gouverneur seines Staates gewählt. Nach einer Wiederwahl im Jahr 1986 konnte er dieses Amt zwischen dem 3. Januar 1983 und dem 3. Januar 1989 ausüben. An diesem Tag trat er als Gouverneur zurück, um sein Mandat als Class-1-Senator im Kongress anzutreten, in welches er bei den vorangegangenen Kongresswahlen gewählt worden war. Nach einer Wiederwahl im Jahr 1994 konnte er für zwei Legislaturperioden zwischen dem 3. Januar 1989 und dem 3. Januar 2001 im US-Senat verbleiben. Dort war er zeitweise Vorsitzender des Committee on Ethics. Auf eine erneute Wiederwahl im Jahr 2000 verzichtete Bryan. Seinen Sitz erhielt John Ensign. Nach seiner aktiven Zeit als Politiker arbeitete Bryan als Rechtsanwalt in der Kanzlei Lionel Sawyer & Collins. Mit seiner Frau Bonnie Fairchild hat er drei Kinder.